# Ecnomus tridigitus
Ecnomus tridigitus är en nattsländeart som beskrevs av Cartwright 1990. Ecnomus tridigitus ingår i släktet Ecnomus och familjen trattnattsländor. Inga underarter finns listade i Catalogue of Life.